# Ostfriesland Biennale
Die Ostfriesland Biennale ist ein grenzüberschreitendes Festival für zeitgenössische Kunst in der Ems‑Dollart‑Region sowie in angrenzenden Gebieten der Niederlande. Dabei werden Werke internationaler Künstler sowohl im öffentlichen Raum als auch in Museen und anderen Ausstellungsorten gezeigt. So gibt es unter anderem Freiluftausstellungen in Parks und Schauen in historischen Gebäuden wie Burgen und Kirchen. Veranstaltet wird die Ostfriesland Biennale vom Verein Ostfriesland Biennale. Die Initiative wird von der Zeit-Stiftung sowie weiteren Partnern unterstützt. Das Kunstfestival fand erstmals 2022 statt.

## Organisation, Ziele und Förderer
Organisiert wird das Festival vom Verein Ostfriesland Biennale e.V. in Zusammenarbeit mit regionalen Partnerinstitutionen. Der Verein hat sich zum Ziel gesetzt, Kunst und Kultur in der Region zu stärken und eine dauerhaft etablierte, wiederkehrende Ausstellung zeitgenössischer Kunst zu schaffen. Die Veranstaltung wird unter anderem von der ZEIT-Stiftung und der EWE-Stiftung gefördert.

## Geschichte
2021 gründeten drei gebürtige Ostfriesen, die heute in Berlin, Hamburg und Stuttgart leben, den Verein Ostfriesland Biennale und begannen mit der Organisation des Festivals.

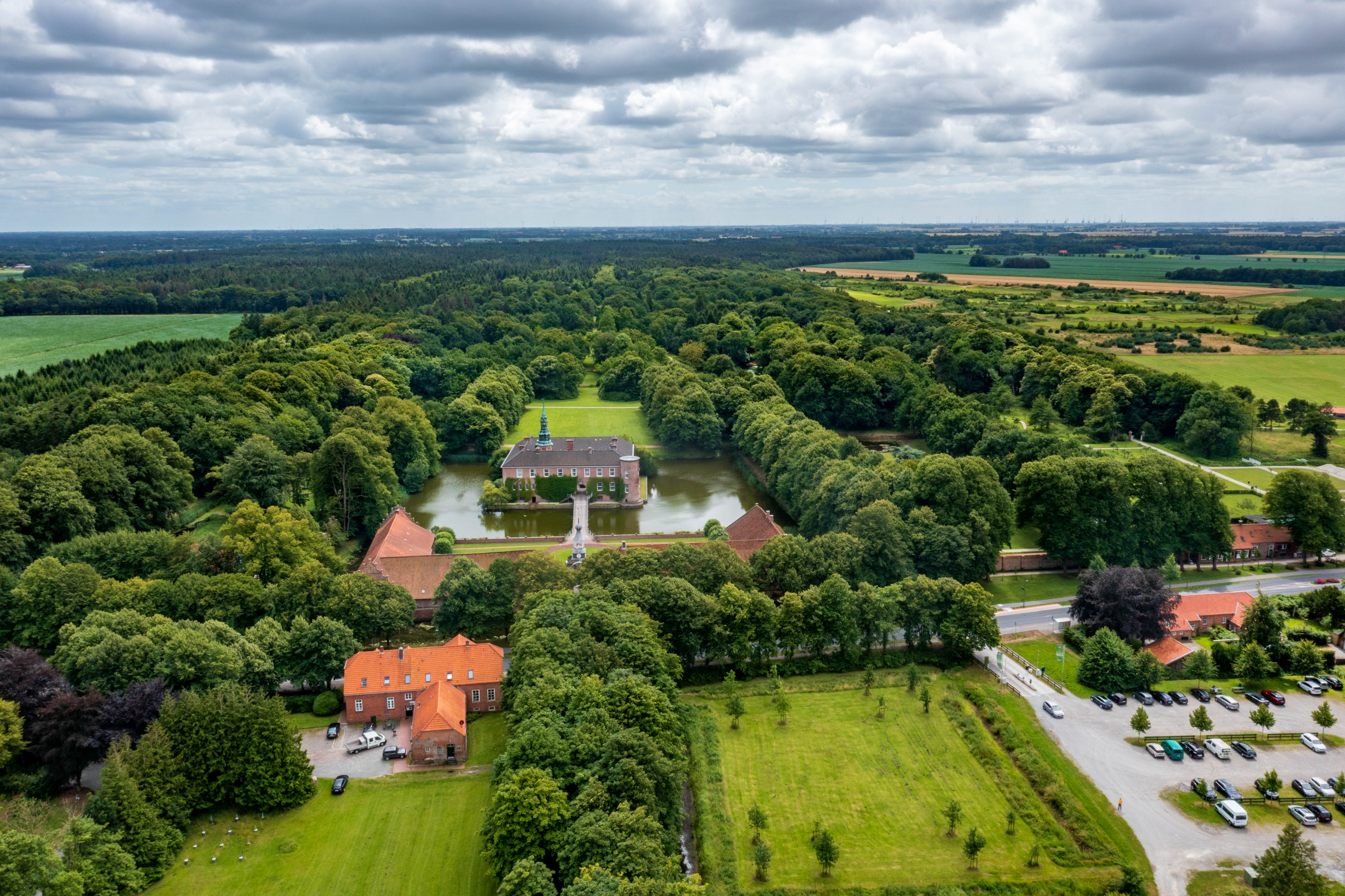
Einer der Ausstellungsorte der Premierensaison: Der Schlosspark Lütetsburg

Schon die erste Ausgabe der Biennale unter dem Motto „Kunst & Landschaft“ im Jahr 2022 erfuhr eine große Resonanz. In der Premierensaison beteiligten sich 30 Künstler aus dem In- und Ausland, darunter Johanna Reich, Jonathan Meese, Marc Brandenburg, Tony Cragg und Alicja Kwade an dem Festival. Ihre Arbeiten waren an 17 Orten in Ostfriesland und dem Groningerland unter anderem in Aurich, Leer, Emden, Norden, Lütetsburg, Wilhelmshaven, Uithuizen  zu sehen.

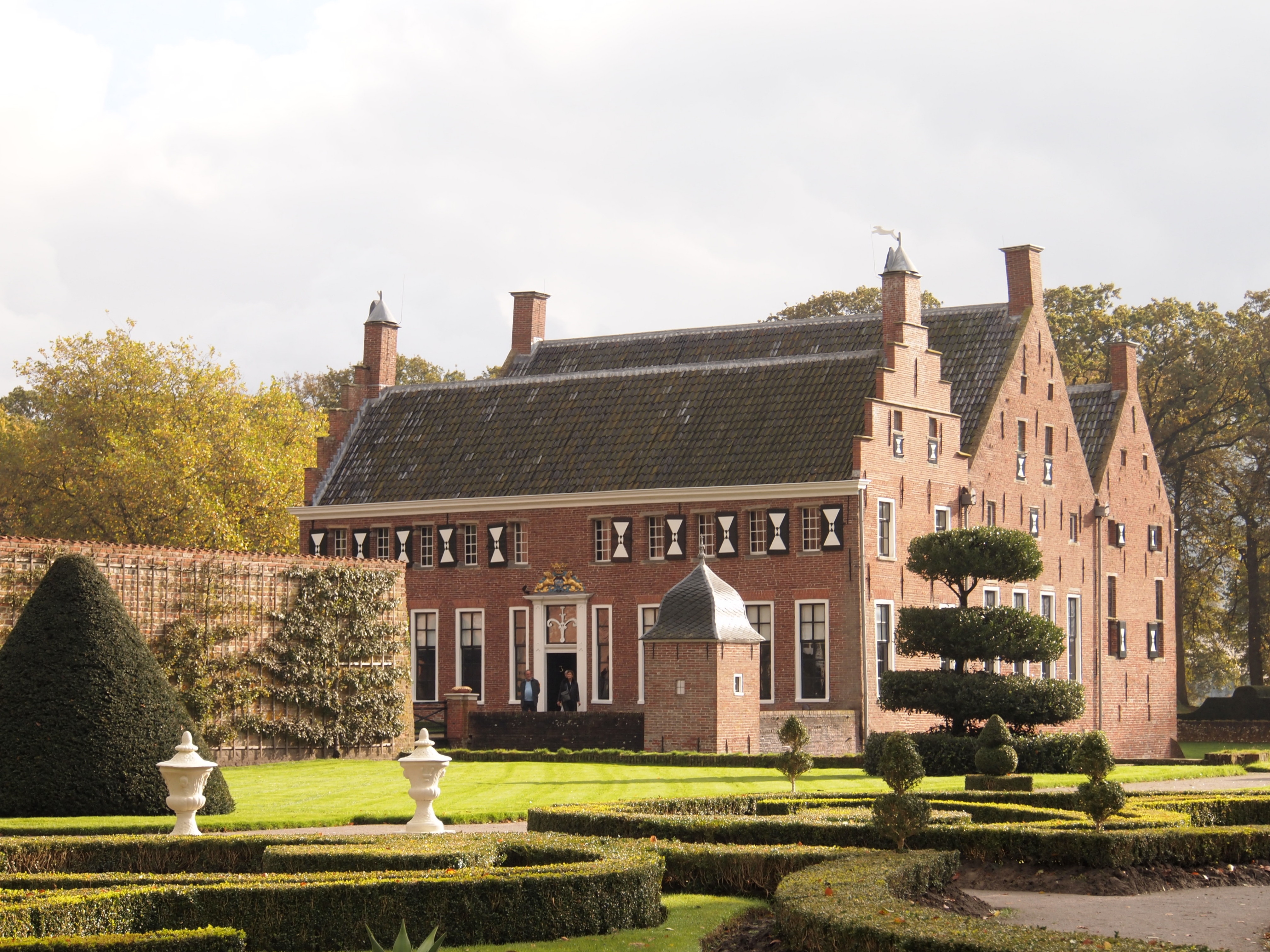
Ausstellungsort in den Niederlanden: Die Memkenaborg bei Uithuizen

Die zweite Ausgabe der Ostfriesland Biennale eröffnete am 6. Juni 2025. Nach Angaben der Veranstalter hätten organisatorische Gründe dazu geführt, dass die Biennale ausnahmsweise erst nach drei Jahren erneut stattfinde. Bis zum 7. September zeigen mehr als 50 Künstler, darunter Stefan Marx, Rolf Bier, Olaf Breuning, Karin Sander, Werner Büttner, Elger Esser, und Judith Hopf  internationale zeitgenössische Kunst an mehr als zwanzig Ausstellungsorten in Ostfriesland und der angrenzenden niederländischen Ems-Dollart-Region. Zu sehen sind unter anderem Installationen, Skulpturen, Fotografien und Performances.

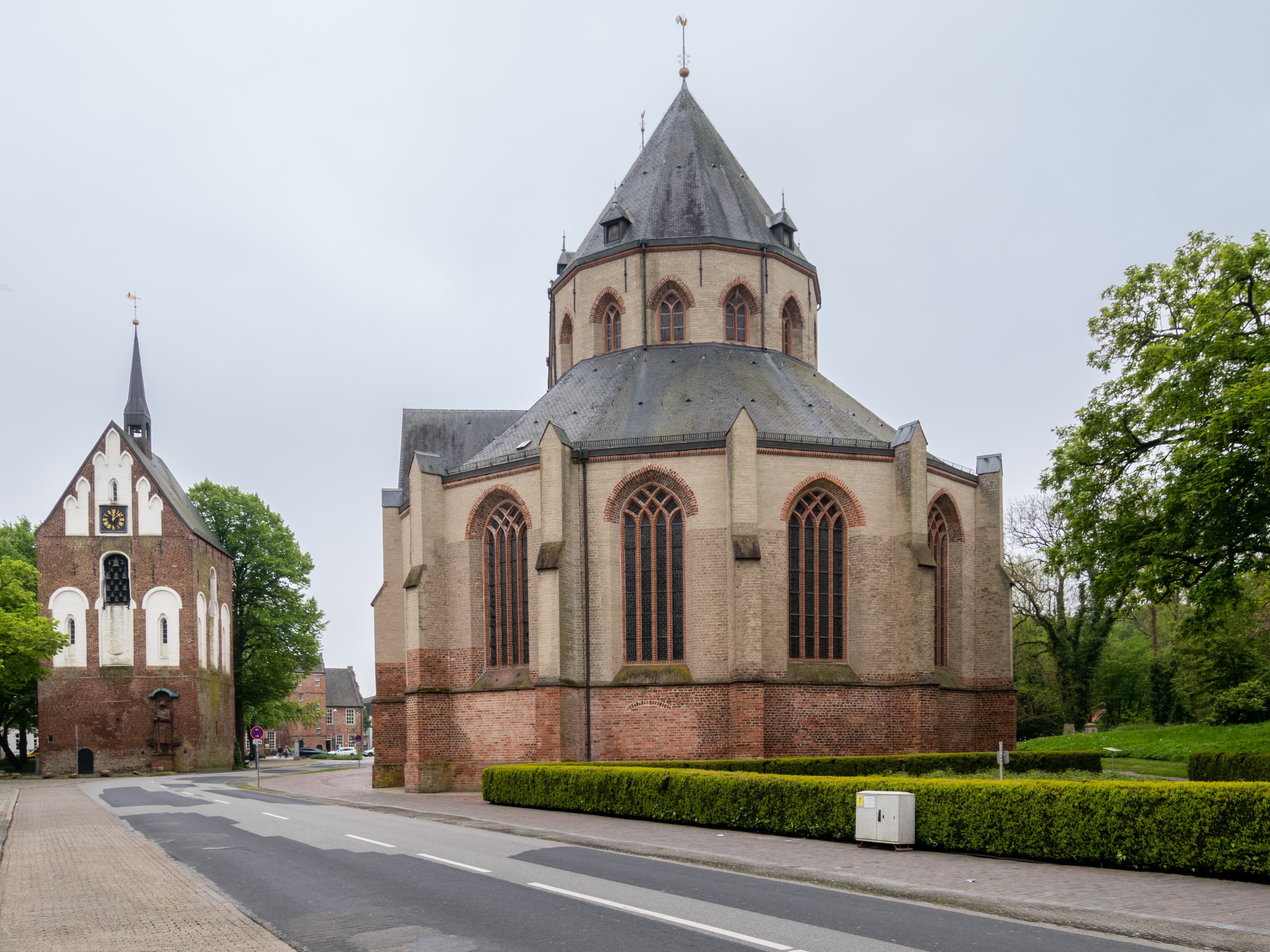
In der Ludgeri-Kirche Norden wird Kunst aus Ostfriesland und der Provinz Groningen gezeigt

Nachdem es Kritik daran gegeben hatte, dass bei der Premiere des Festivals keine Künstler aus dem Nordwesten vertreten waren, ergänzten die Organisatoren die zweite Ausgabe der Ostfriesland Biennale um die Ausstellung „Bilder einer Landschaft – Kunst aus Ostfriesland und der Provinz Groningen“. Nach einem öffentlichen Aufruf bewarben sich zahlreiche Künstler aus Deutschland und den Niederlanden. Eine siebenköpfige Jury mit Mitgliedern aus beiden Ländern wählte schließlich 19 von ihnen aus und lud sie ein, ihre Werke in der Ludgeri-Kirche in Norden zu zeigen. Die Arbeiten reichen von klassischen Tafelbildern mit flachem Horizont bis hin zu experimentellen Formen wie einer schwebenden Steinplastik aus ultraleichtem Material. Der Künstler und Vereinsvertreter Herbert Müller betonte bei der Eröffnung vor rund 100 Gästen, dass der Landschaftsbegriff in der Ausstellung bewusst weit gefasst und vielfältig interpretiert werde.

## Weitere Ausstellungsorte

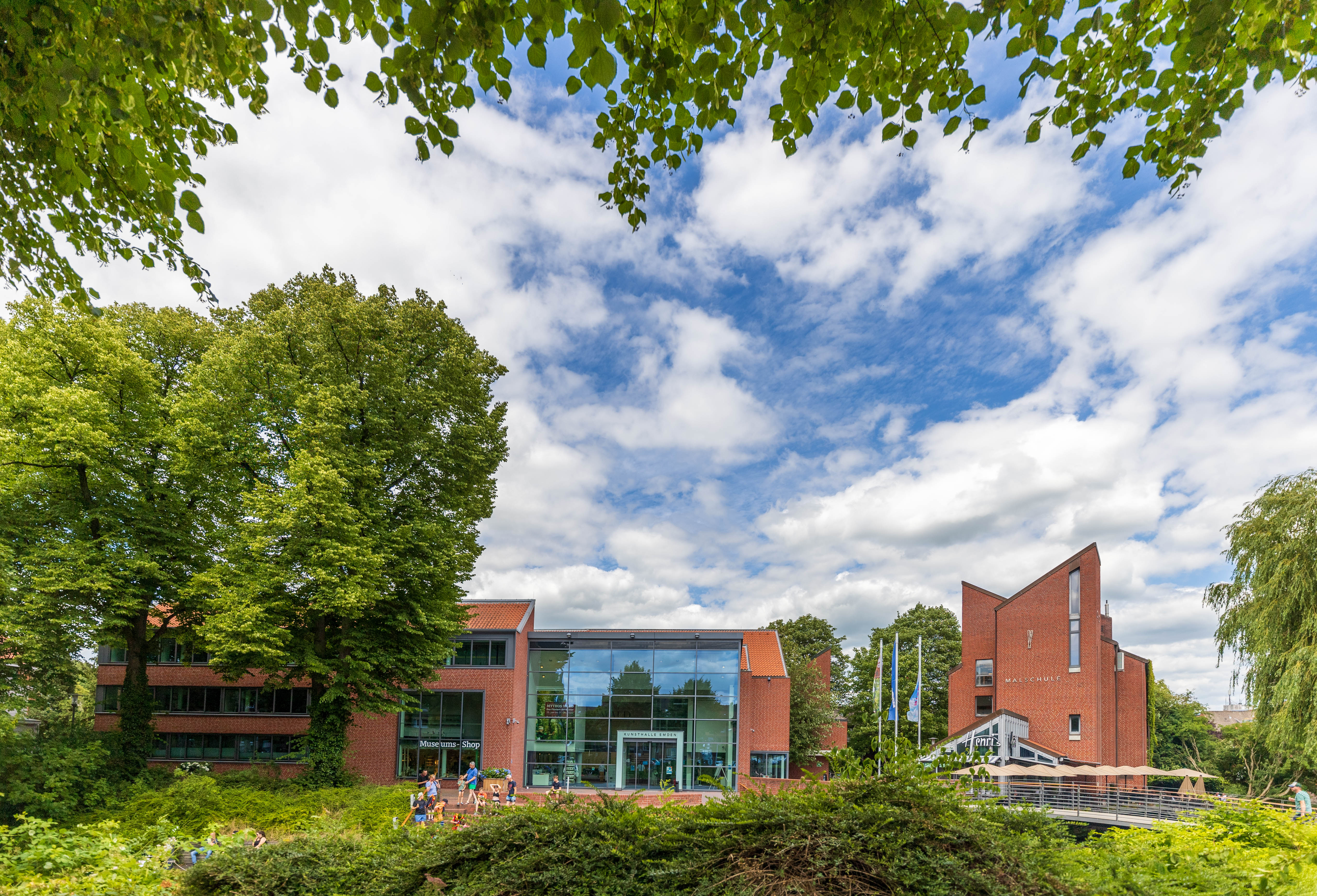
Kunsthalle in Emden
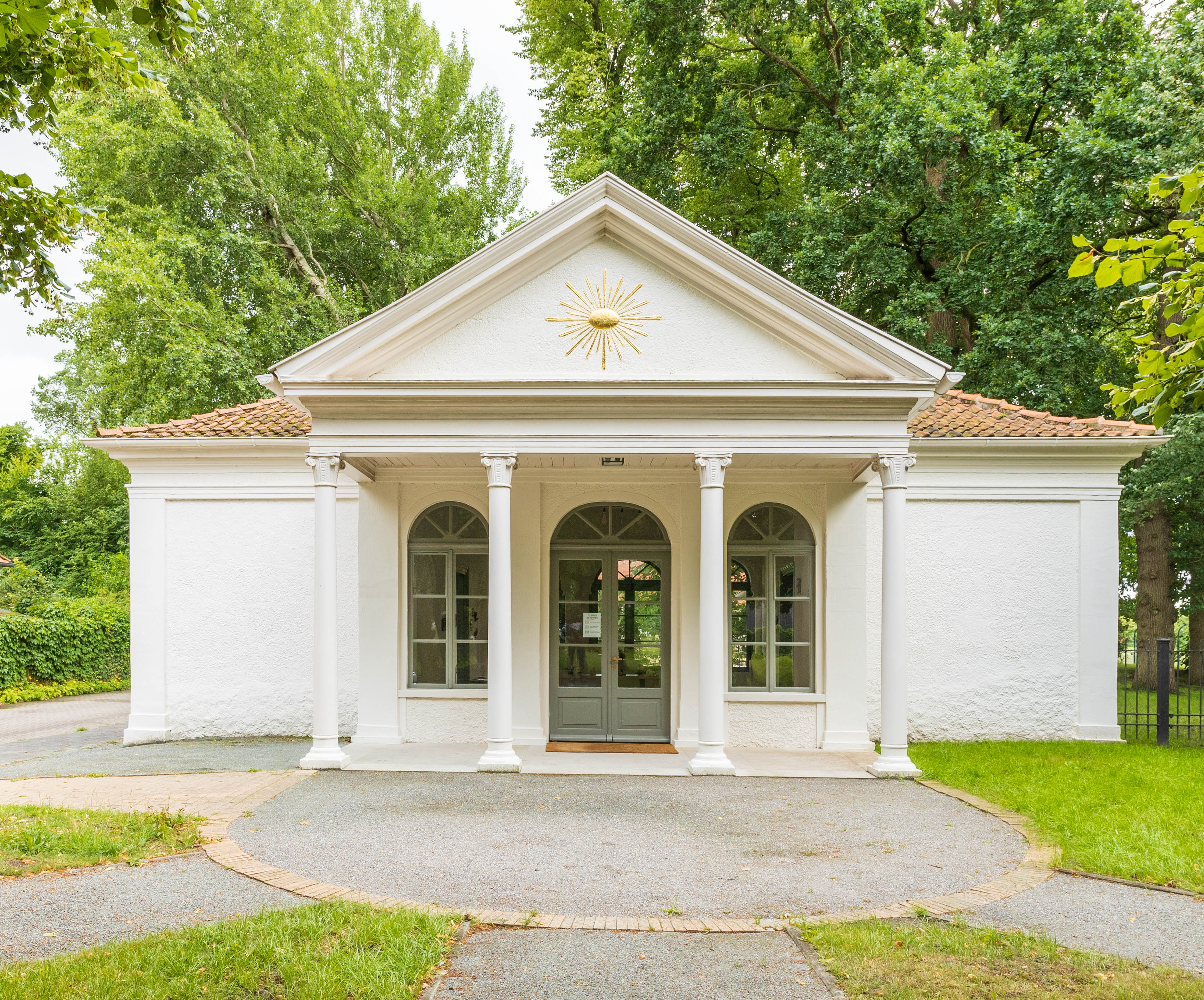
Kunstpavillon Aurich
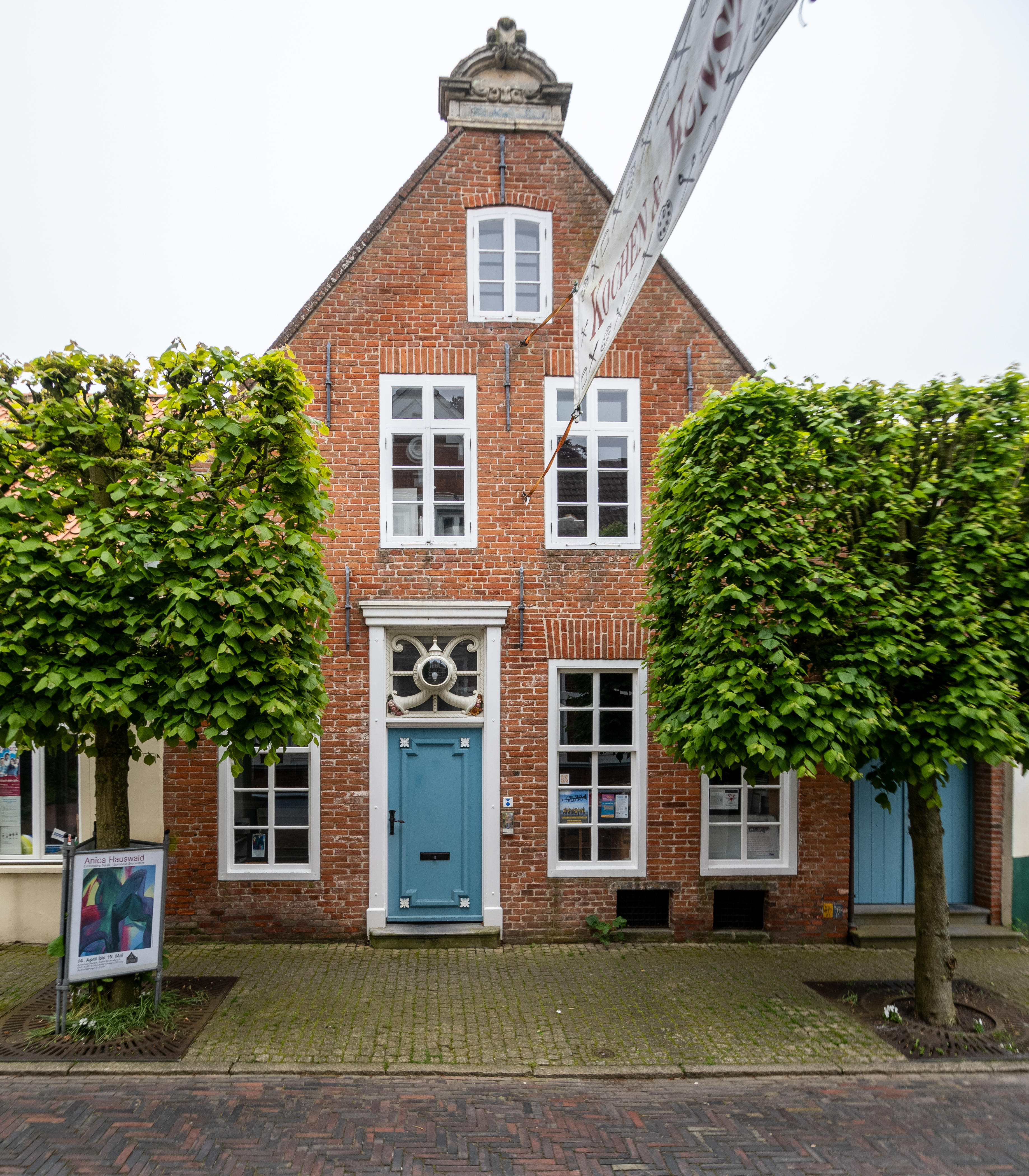
Kunsthaus Norden
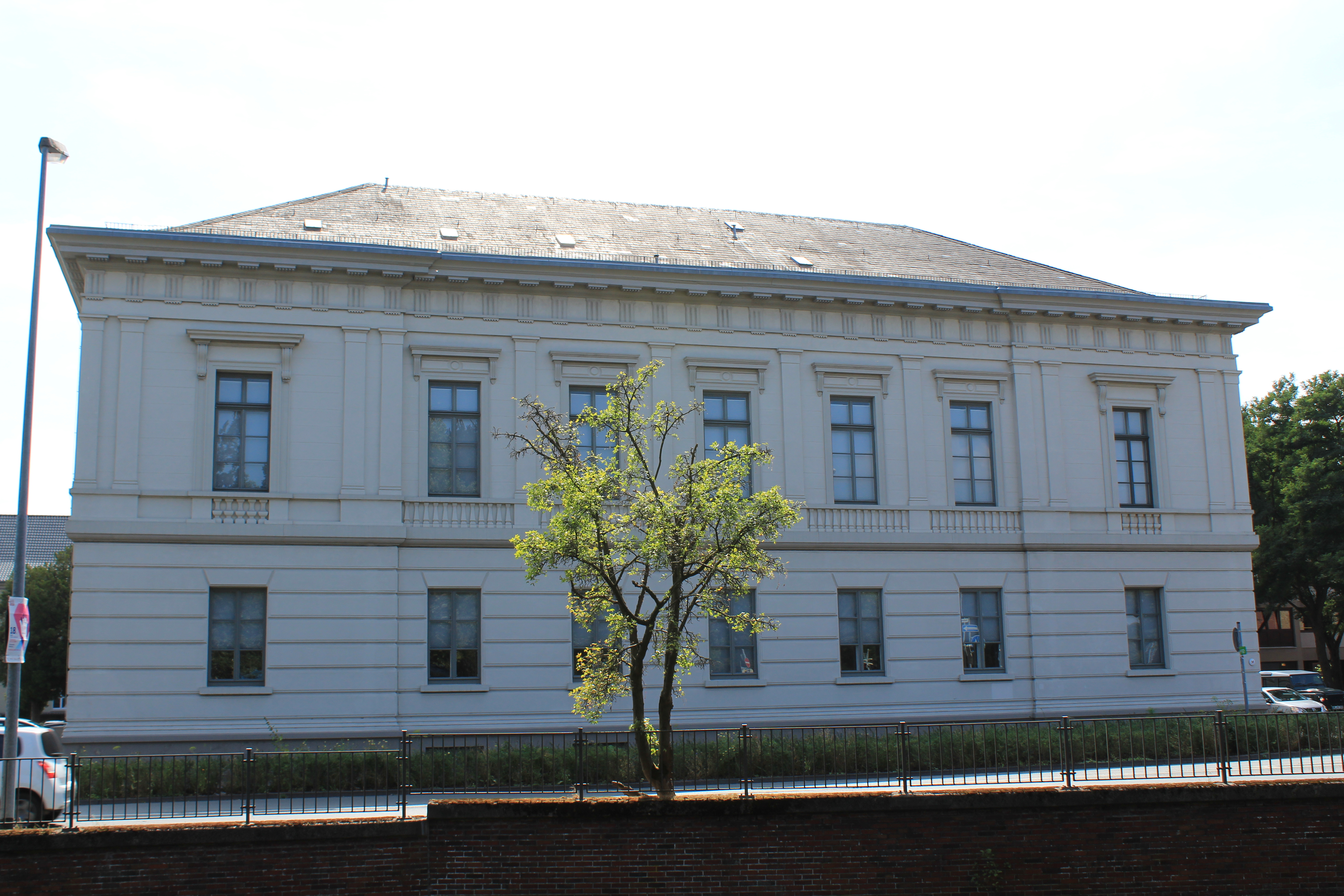
Prinzenpalais des Landesmuseums für Kunst und Kulturgeschichte Oldenburg
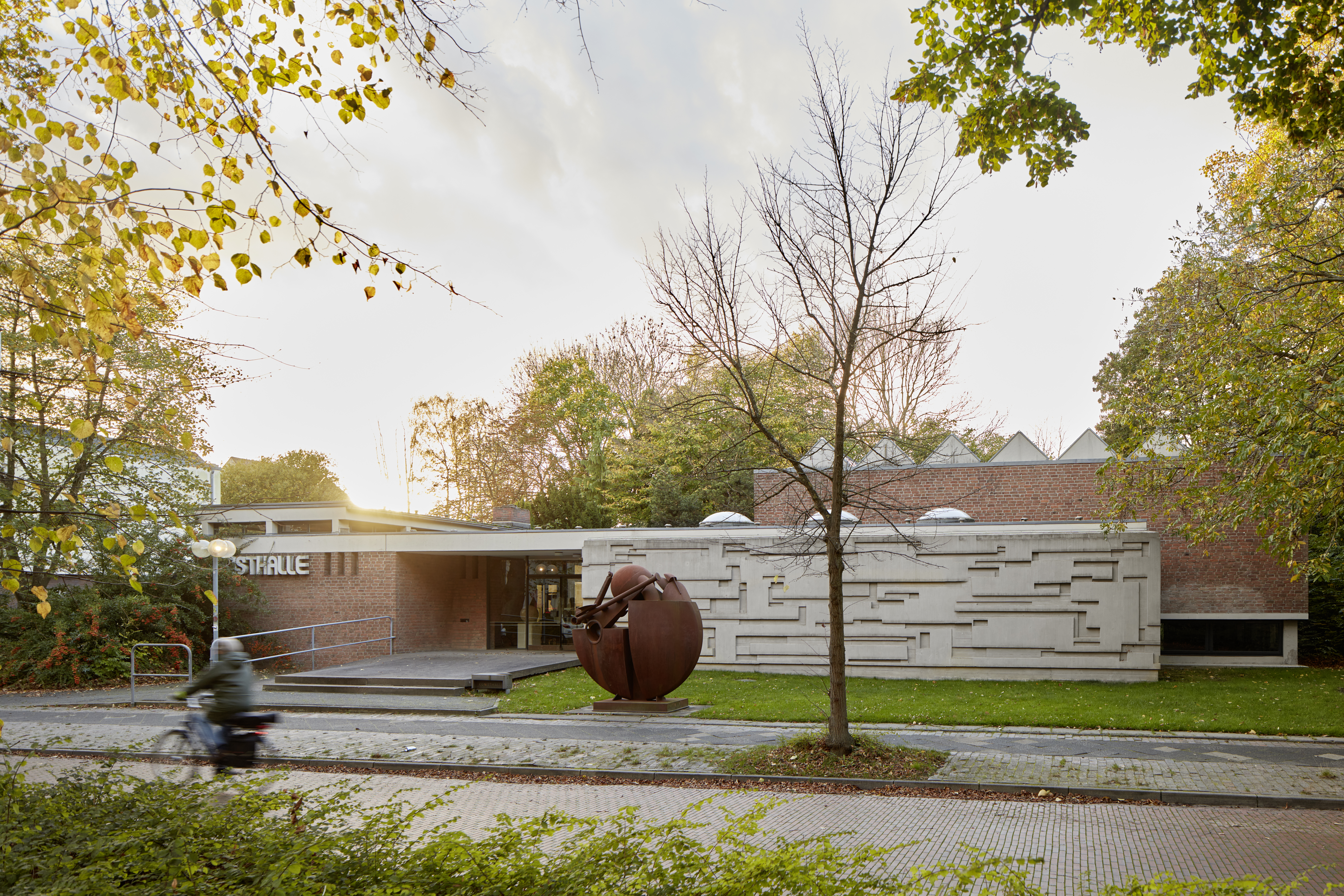
Kunsthalle Wilhelmshaven
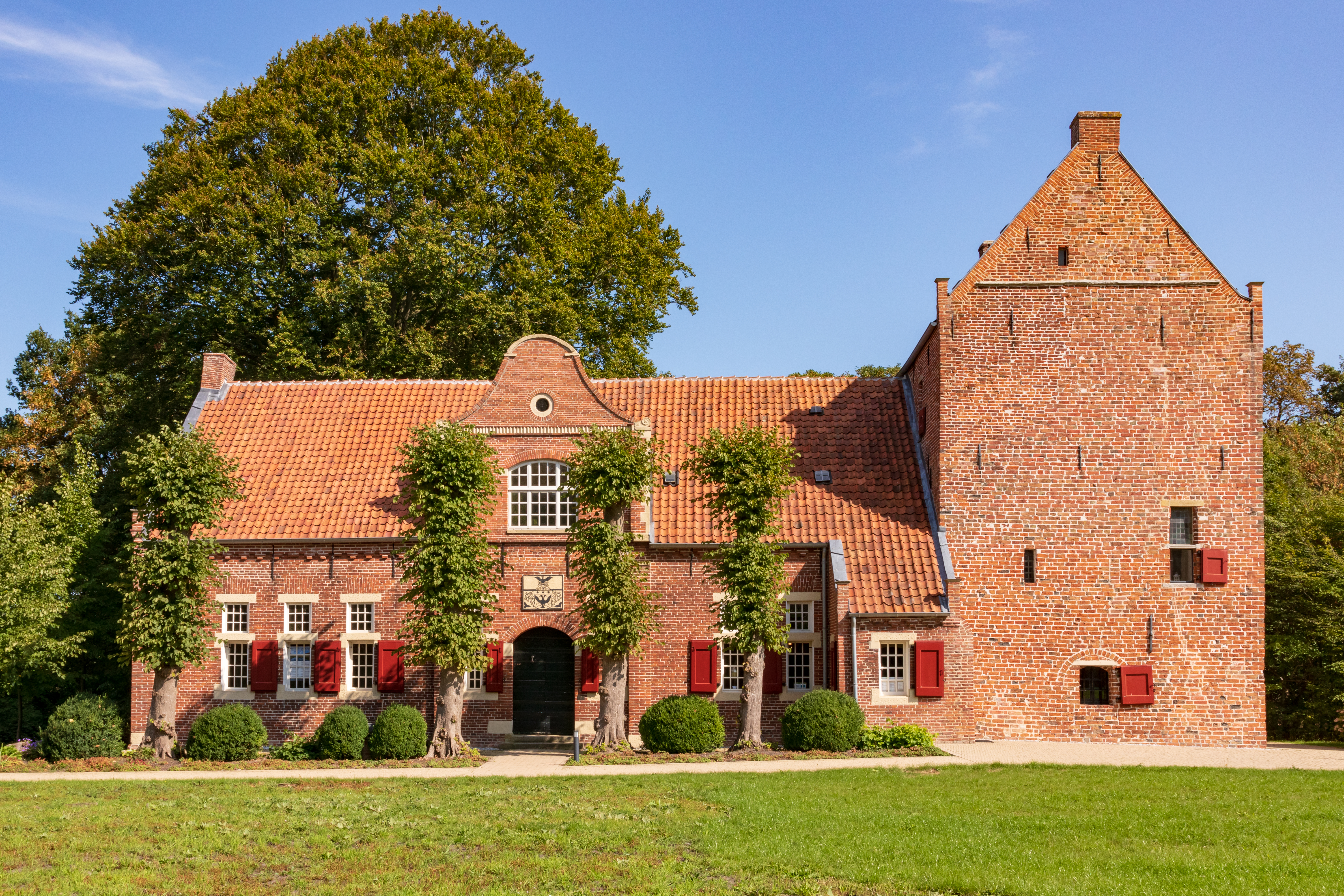
Steinhaus Bunderhee